# Carles Grau

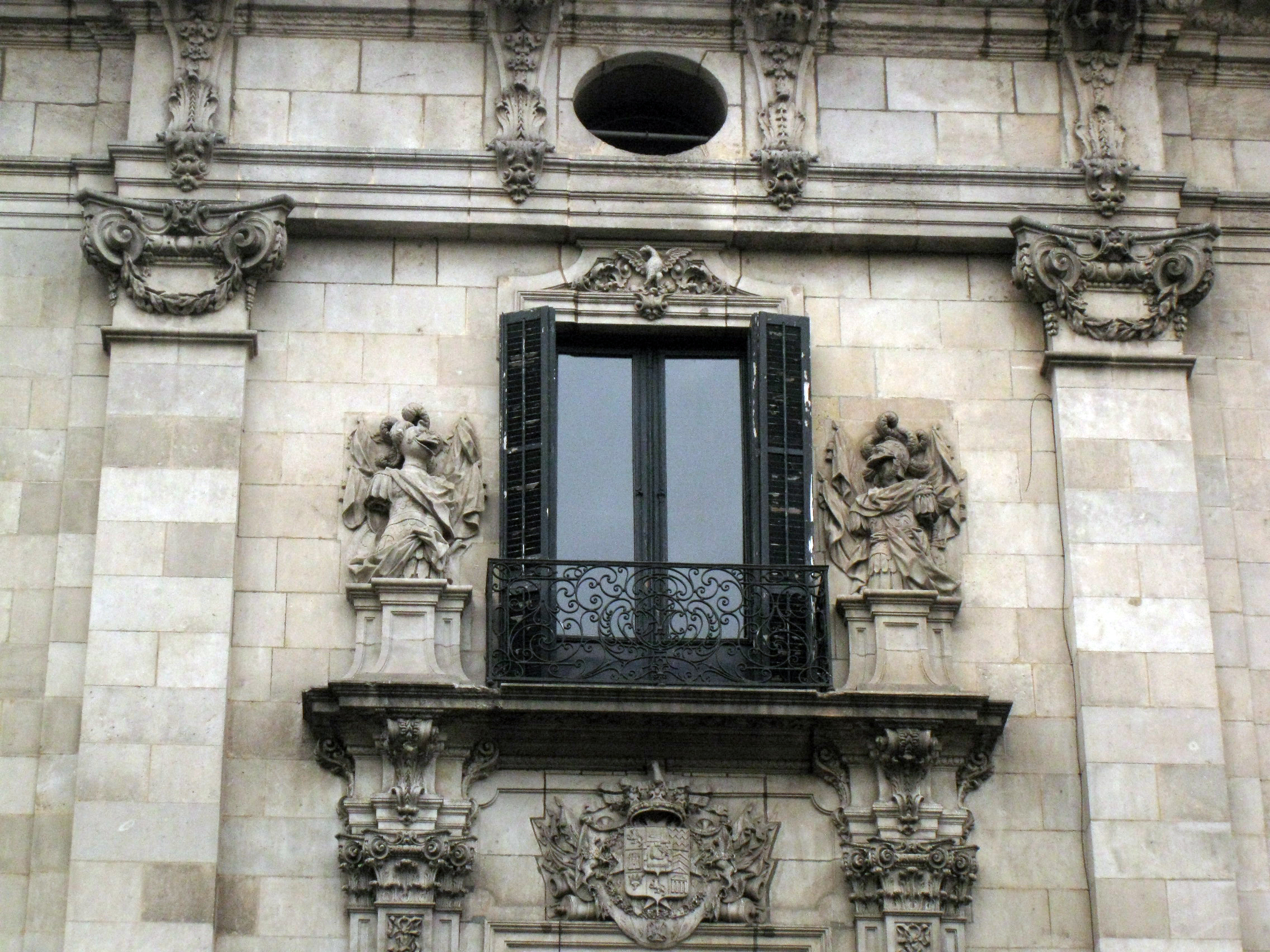
Esculturas en la fachada del Palacio de la Virreina.

Carles Grau (Barcelona, 1714-Barcelona, 1798) fue un arquitecto y escultor español, discípulo de Pere Costa. 
Trabajó en el castillo de San Fernando de Figueras, donde hizo la fuente de la plaza. En Barcelona hizo las imágenes laterales (hoy desaparecidas) de la fachada de la iglesia de San Miguel del Puerto, en La Barceloneta, la escultura aplicada del Palacio de la Virreina (1775) y seguramente también la dirección de la obra, la capilla de Santa Marta (hoy en el Hospital de la Santa Creu), la parte escultórica de la fachada de la Basílica de la Merced, el Colegio de Cirugía y el Palacio del duque de Sessa.